# Беркутово (Башкортостан)
Беркутово (баш. Бөркөт) — деревня в Кугарчинском районе Республики Башкортостан Российской Федерации. Входит в состав Максютовского сельсовета. 

## География

### Географическое положение
Расстояние до:
- районного центра (Мраково): 48 км,
- центра сельсовета (Максютово): 6 км,
- ближайшей ж/д станции (Тюльган): 50 км,

## Население
| 2002 | 2009 | 2010 |
| ---- | ---- | ---- |
| 23   | ↘10  | ↗11  |

Национальный состав
Согласно переписи 2002 года, преобладающая национальность — русские (52 %).